# Mikrofluorymetria
Mikrofluorymetria – adaptacja fluorymetrii do badania biochemicznych i biofizycznych właściwości komórek za pomocą mikroskopii do elementów komórek obrazowanych oznaczeniem ich cząsteczkami fluorescencyjnymi. Jest to rodzaj mikrofotometrii, która daje ilościową miarę jakościowego charakteru pomiaru fluorescencyjnego, a zatem pozwala uzyskać ostateczne wyniki, które byłyby nierozróżnialne gołym okiem.
W mikroskopie używa się światła wzbudzającego. Za pomocą odpowiedniego filtrowania do oka lub instrumentu pomiarowego dociera tylko światło powstałe w wyniku fluorescencji. Intensywność tego światła można mierzyć i wnosić z niego o ilości substancji świecącej.